# Cerea
Cerea är en ort och kommun i provinsen Verona i regionen Veneto i Italien. Kommunen hade 16 602 invånare (2018).